# Sättigungsthese (Volkswirtschaftslehre)
Die Sättigungsthese ist eine volkswirtschaftliche Hypothese, die die Ursache einer anhaltenden „Wachstumsschwäche“ begründen soll. Vertreter der Sättigungsthese halten ein exponentielles gesamtwirtschaftliches Wachstum und folglich einen progressiven absoluten Wohlstandszuwachs für unmöglich.
Es wird auf „Die Grenzen des Wachstums“ (Club of Rome) verwiesen. Außerdem sei das Wirtschaftswachstum von der Nachfrageseite her begrenzt, denn in modernen Gesellschaften verlagern sich angeblich die Bedürfnisse von materiellen, produzierbaren Gütern hin zu Bedürfnissen nach immateriellen Gütern wie Freizeit und Lebensqualität. Ein Wertewandel von marktorientierter Wohlstands- zur Freizeitgesellschaft sei der Grund für Produktionsstagnation und damit auch Stagnation des Wirtschaftswachstums.